# 博尼角
76°39′S 162°43′E / 76.650°S 162.717°E
博尼角（英語：Boney Point），是南極洲的海岬，位於維多利亞地的斯科特海岸，是特里普灣入口處的南部，以美國海軍的上尉指揮官命名，現時由南極條約體系管理。